# Nolan Smith
Nolan Derek Smith (Louisville, 25 luglio 1988) è un ex cestista, allenatore di pallacanestro e dirigente sportivo statunitense.
È il figlio di Derek Smith.

## Carriera
Dopo aver trascorso alcune stagioni al college nella prestigiosa università di Duke, il 23 giugno 2011 viene scelto dai Portland Trail Blazers come ventunesima scelta assoluta del draft NBA 2011.

## Statistiche

### College
| Anno      | Squadra          | PG  | PT | MP   | TC%  | 3P%  | TL%  | RP  | AP  | PRP | SP  | PP   |
| --------- | ---------------- | --- | -- | ---- | ---- | ---- | ---- | --- | --- | --- | --- | ---- |
| 2007-2008 | Duke Blue Devils | 34  | 1  | 14,7 | 46,7 | 38,6 | 76,9 | 1,5 | 1,3 | 0,5 | 0,1 | 5,9  |
| 2008-2009 | Duke Blue Devils | 34  | 21 | 21,6 | 42,6 | 34,6 | 84,9 | 2,2 | 1,7 | 0,9 | 0,1 | 8,4  |
| 2009-2010 | Duke Blue Devils | 38  | 38 | 35,5 | 44,1 | 39,2 | 76,7 | 2,8 | 3,0 | 1,2 | 0,2 | 17,4 |
| 2010-2011 | Duke Blue Devils | 37  | 37 | 34,0 | 45,8 | 35,0 | 81,3 | 4,5 | 5,1 | 1,2 | 0,1 | 20,6 |
| Carriera  | Carriera         | 143 | 97 | 26,9 | 44,8 | 36,8 | 80,0 | 2,8 | 2,8 | 1,0 | 0,1 | 13,4 |

### NBA

#### Regular season
| Anno      | Squadra             | PG | PT | MP   | TC%  | 3P%  | TL%  | RP  | AP  | PRP | SP  | PP  |
| --------- | ------------------- | -- | -- | ---- | ---- | ---- | ---- | --- | --- | --- | --- | --- |
| 2011-2012 | Portland T. Blazers | 44 | 4  | 12,3 | 37,2 | 28,9 | 71,4 | 1,3 | 1,4 | 0,4 | 0,1 | 3,8 |
| 2012-2013 | Portland T. Blazers | 40 | 0  | 7,2  | 36,8 | 21,4 | 71,4 | 0,7 | 0,9 | 0,2 | 0,0 | 2,8 |
| Carriera  | Carriera            | 84 | 4  | 9,9  | 37,1 | 26,0 | 71,4 | 1,0 | 1,2 | 0,3 | 0,0 | 3,3 |

## Palmarès
- McDonald's All-American Game (2007)
- Campione NCAA (2010)
- NCAA AP All-America First Team (2011)
- Campionato croato: 1

Cedevita Zagabria: 2013-14